# جفاف أمريكا الشمالية 2002
جفاف أمريكا الشمالية 2002 كانت حالة جفاف استثنائية ومدمرة أثرت على غرب الولايات المتحدة، والغرب الأوسط للولايات المتحدة، والولايات الجبلية، وكذلك الساحل الشرقي.

## ملخص
بدأ الجفاف في عام 2002 في فصل الربيع تقريبًا وانتشر في ولايات عديدة، بما في ذلك نبراسكا وأيوا وكولورادو وويومنغ ويوتا. أُجبرت دنفر على فرض قيود على المياه لأول مرة منذ أكثر من 20 عامًا. كان لجفاف عام 2002 تأثير سلبي في العديد من الولايات. كما أثر الجفاف أيضًا على إنديانا وأوهايو وإلينوي.

## كندا
دمر جفاف عام 2002 أيضًا أجزاء معينة من كندا، ولا سيما ألبرتا ومانيتوبا وساسكاتشوان.